# 테일러 로버츠
테일러 로버츠(Taylor Roberts, 1990년 12월 1일 ~ )는 미국의 배우, 모델이다.
로스앤젤레스에서 태어났다.

## 출연 작품
- 인 타임 (2011)
- 모나리자 스마일 (2003)
- Admissions (2004)
- 킬링 케네디 (2013, Killing Kennedy) - 패들 역